# NGC 48
NGC 48 és una galàxia espiral barrada a la constel·lació d'Andròmeda.